# Fortín Alto
Fortín Alto es una película de Argentina en blanco y negro dirigida por Luis José Moglia Barth según el guion de Homero Manzi y Ulyses Petit de Murat que se estrenó el 3 de junio de 1941 y que tuvo como protagonistas a Agustín Irusta, Ignacio Corsini y Niní Gambier.

## Sinopsis
Ambientada en 1874, el hijo de un mitrista acompaña un arreo de ganado cuya venta permitirá comprar armas.

## Reparto
Participaron del filme los siguientes intérpretes:
- Agustín Irusta
- Ignacio Corsini
- Niní Gambier
- Juan Sarcione
- José Otal
- José Ruzzo
- Antonio Ber Ciani
- José Castro
- César Fiaschi
- Enrique Giacovino
- Ernesto Villegas

## Comentarios
El crítico de La Nación opinó en su momento: "Bello marco visual. Menos interés mantiene el desarrollo argumental, deslucido a ratos, con algunos apuntes convencionales". Di Núbila dice que este es el primer libreto escrito por Manzi y Petit de Murat en el género de la aventura histórica y es de suponer que observando y corrigiendo sus defectos les permitieron poco después la importantísima contribución de La guerra gaucha.